# Gorny (Chabarowsk)
Gorny (russisch Го́рный) ist eine Siedlung in der Region Chabarowsk (Russland) mit 1134 Einwohnern (Stand 1. Oktober 2021).

## Geographie
Der Ort liegt etwa 275 km Luftlinie nordnordöstlich des Regionsverwaltungszentrums Chabarowsk und knapp 50 km nordwestlich der Großstadt Komsomolsk am Amur an der Ostseite der Mittelgebirgskette Mjaotschan (auch Mjao-Tschan) am Flüsschen Lewaja Silinka (Linke Silinka), Quellfluss des Amur-Zuflusses Silinka.
Gorny gehört zum Rajon Solnetschny und ist von dessen Verwaltungssitz Solnetschny etwa 15 km in westnordwestlicher Richtung entfernt. Es ist Sitz und einzige Ortschaft der Stadtgemeinde Gornenskoje gorodskoje posselenije.

## Geschichte
Der Ort entstand in den 1950er-Jahren im Zusammenhang mit der Erschließung von Zinn-, Kupfer- und Bleierzlagerstätten in den umliegenden Bergen. 1958 erhielt er den Status einer Siedlung städtischen Typs unter dem Namen Solnetschny, nach dem Namen der Lagerstätte Solnetschnoje (von russisch solnze für Sonne, also Sonnige Siedlung). Mit Entstehung einer größeren Siedlung bei der später errichteten Erzanreicherungsfabrik am Fuße der Berge ging der Name 1966 mit Verleihung des Status einer Siedlung städtischen Typs auf diese über, und die ursprüngliche Ortschaft erhielt den Namen Gorny von russisch gora für Berg, also etwa Bergsiedlung.
Seit der Bergbau ab Mitte der 1980er-Jahre wegen Erschöpfung der rentabel förderbaren Erzvorkommen praktisch zum Erliegen kam, hat sich die Gegend um Gorny und das benachbarte Solnetschny – begünstigt durch ihre Lage im gut 1500 m hohen Mjaotschan-Gebirge und unweit der Großstadt Komsomolsk – zu einem Touristik-, insbesondere Wintersportgebiet regionaler Bedeutung entwickelt. Im August 2011 wurde Gorny durch eine Überschwemmung erheblich zerstört und durch giftige Bergbaurückstände verseucht.
Seit 2018 hat der Ort den Status einer ländlichen Siedlung (possjolok).

### Bevölkerungsentwicklung
| Jahr | Einwohner |
| ---- | --------- |
| 1959 | 2367      |
| 1970 | 3145      |
| 1979 | 3207      |
| 1989 | 2893      |
| 2002 | 1674      |
| 2010 | 1523      |
| 2021 | 1134      |

Anmerkung: Volkszählungsdaten

## Verkehr
Von Gorny führt eine Straße über Solnetschny die Silinka hinab zur etwa 35 km östlich an der Baikal-Amur-Magistrale (BAM) gelegenen Bahnstation Chalgasso und von dort nach Komsomolsk.